# Archambaud IX. Bourbonský
Archambaud IX. Bourbonský řečený Mladý (francouzsky Archambaud le Jeune, 1205 – 22. ledna 1249, Kypr) byl pán z Bourbonu a díky výhodnému sňatku také hrabě z Nevers, Auxerre a Tonnerre.

## Život

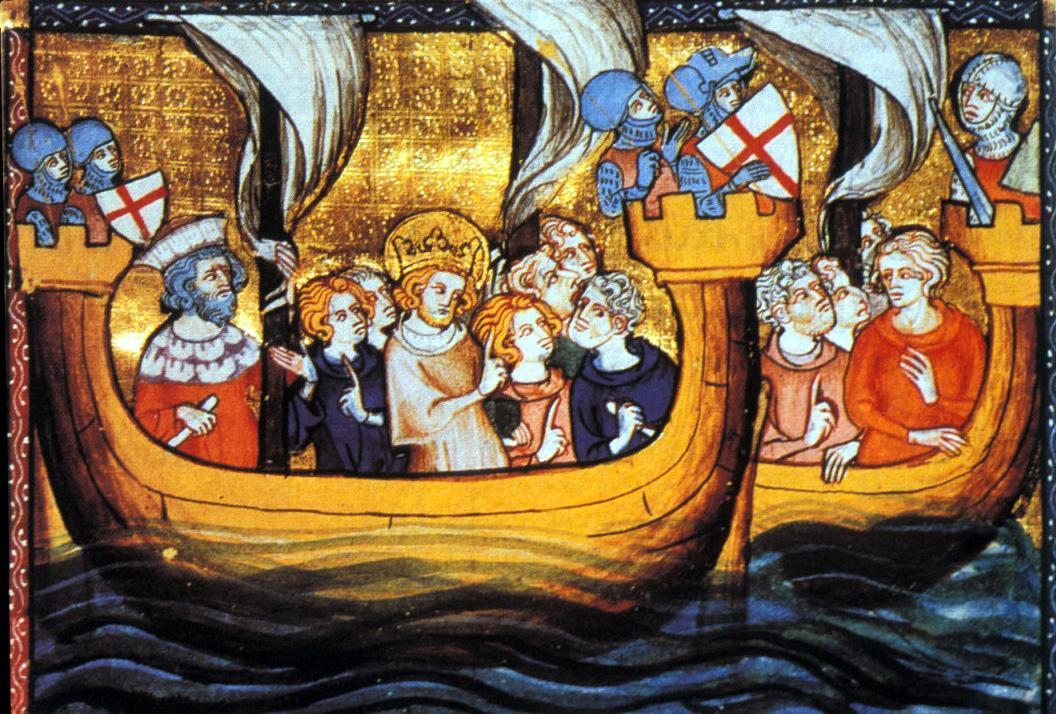
Loďstvo sedmé křížové výpravy

Narodil se jako jediný syn Archambauda VIII. a jeho druhé choti Beatrix z Montluçonu. Roku 1248 vyslyšel výzvu krále Ludvíka IX. ke křížové výpravě, což se mu stalo osudným. Zemřel při zimování na Kypru na blíže neznámou epidemii, jež skosila řadu křižáků. Jeho ostatky byly zřejmě pohřbeny v cisterciáckém klášteře Bellaigue. Zůstaly po něm dvě dcery.